# ويليام جورج ستيفنز
ويليام جورج ستيفنز (بالإنجليزية: William George Stevens)‏ هو دبلوماسي نيوزلندي، ولد في 11 ديسمبر 1893 في لندن في المملكة المتحدة، وتوفي في 7 أغسطس 1975 في نيلسون في نيوزيلندا.